# 竹東丘陵

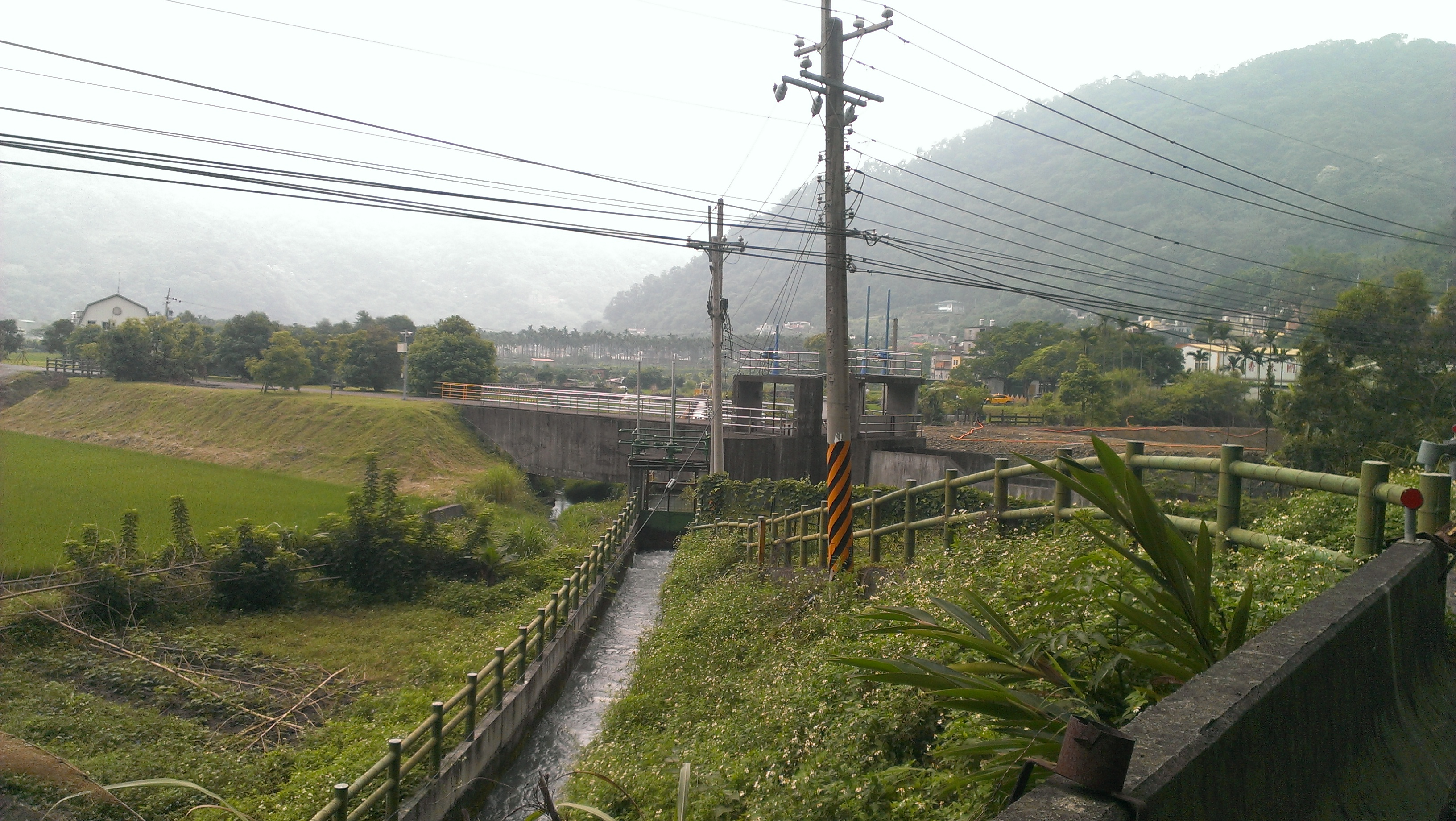
竹東圳流經竹東丘陵東緣

竹東丘陵為臺灣島西北部頭前溪與中港溪所夾之切割台地，東以竹東斷層為界，西側逼近香山海岸，其東西長約16公里，南北寬約12公里，面積約220平方公里，丘陵東北端最高海拔285公尺，由東向西逐漸降低。

## 地形特色
竹東丘陵原為隆起的沖積扇台地，但台地平坦面多遭河川切割而消失，僅在頭前溪南岸與中港溪北岸，有較廣的河階分布。其中高位河階面包括北側的竹東面，高度在200-285公尺，比高在60-145公尺；在金山面至香山塘，包括頭重埔一帶的階面，高度在90-120公尺，比高在50-90公尺；中港溪北側的斗煥坪階面，高度在140-180公尺，比高在90-120公尺。低位河階則分布在頭前溪南岸、峨眉溪流域、中港溪北岸的大埔階地，以比高30公尺為中心，其下又有比高10公尺的階面，其上尚有50-60公尺的階面。至於鹽港溪上游的新城溪，則無河階分布。

## 水系
竹東丘陵北半部屬頭前溪水系，東南半部屬中港溪水系，如峨眉溪和流東溪，西半部則多獨流入海水系，包括客雅溪、香山坑溪、鹿仔坑溪、鹽港溪等，大致由東向西流入臺灣海峽。
竹東丘陵上的河谷，呈現標準的樹枝狀水系，谷頭常呈圓形；河床寬度上下游無差；河床平坦是主要農業用地。大部分溪谷屬於無水的乾溪，有水之溪谷均呈細而深的峽谷，穿入於舊河床中，呈谷中谷現象。

## 地標
新竹科學工業園區、國立陽明交通大學、五指山即位於竹東丘陵的北緣。新竹科學工業園區竹南園區位於竹東丘陵南緣的大埔階面上。